# Fahad Al-Hamad
Fahad Al-Hamad (Koeweit-Stad, 1 december 1983) is een voormalig Koeweits voetballer, die als aanvaller sinds 2000 speelde voor Kazma SC. In 2003 maakte hij zijn debuut op het hoogste clubniveau.

## Clubcarrière
Al-Hamad speelde op zeventienjarige leeftijd in de jeugdopleiding van Kazma SC; drie jaar lang kwam hij uit op een jeugdniveau, tot hij in 2003 opgenomen werd in de selectie van het A-elftal van Kazma. Hij is linksvoetig en speelt bij voorkeur centraal in de aanval. Op twee korte periodes na speelde Al-Hamad onafgebroken voor de club uit zijn geboortestad: in 2006 speelde hij in Oman bij Al-Nahda uit Masqat, de hoofdstad van dat land; twee jaar later was gedurende korte tijd Al-Salmiya SC zijn werkgever. Al-Hamad boekte bij Kazma succes in het nationale bekertoernooi. In 2005 bereikte hij met zijn club de finale, waarin Al-Hamad Kazma SC in de 107e minuut naar een voorsprong schoot; Al-Arabi maakte enkele minuten echter gelijk, waarna de strafschoppenreeks verloren ging. De beker werd in 2011 wel gewonnen. Het is – vooralsnog – de enige clubprijs die Al-Hamad won.

## Interlandcarrière
Fahad Al-Hamad maakte in zijn tweede jaar in het betaald voetbal zijn debuut in het Koeweits voetbalelftal. Zijn officiële debuut maakte hij – vermoedelijk – op 18 februari 2004 in het WK-kwalificatietoernooi in en tegen China. Verder speelde wedstrijden om de AFC Cup, Asian Cup en in diens kwalificatietoernooi en acht andere wedstrijden in het kwalificatietoernooi voor het wereldkampioenschap voetbal.

## Erelijst
Kazma SC
- Koeweitse voetbalbeker

2011